# Paracuneus
Paracuneus is een geslacht van weekdieren uit de klasse van de Gastropoda (slakken).

## Soorten
- Paracuneus immaculatus (Tenison-Woods, 1876)
- Paracuneus kemblensis Laseron, 1954